# Carla Robalino Aguirre
Carla Robalino Aguirre, née en 1974 à Quito, est une artiste peintre et sculptrice franco-équatorienne.

## Biographie
Petite-fille du politicien équatorien Manuel Agustín Aguirre (es), Carla Robalino Aguirre grandit à Quito dans une famille d'intellectuels.

### Études à Paris
Elle quitte l’Équateur en 1993 et s'installe à Paris. Elle entame des études de biologie avant de se consacrer à l'art ; la rencontre avec Yves Bonnefoy en 1995 l'encourage à poursuivre dans cette voie. Elle gardera un lien précieux avec le poète jusqu'à son décès.
Elle intègre l'école des Beaux-Arts de Paris en 1997. Elle choisit l'atelier de Giuseppe Penone pour travailler avec la terre. Ce travail de plusieurs années aboutira à une série de sculptures intitulée Huaca.

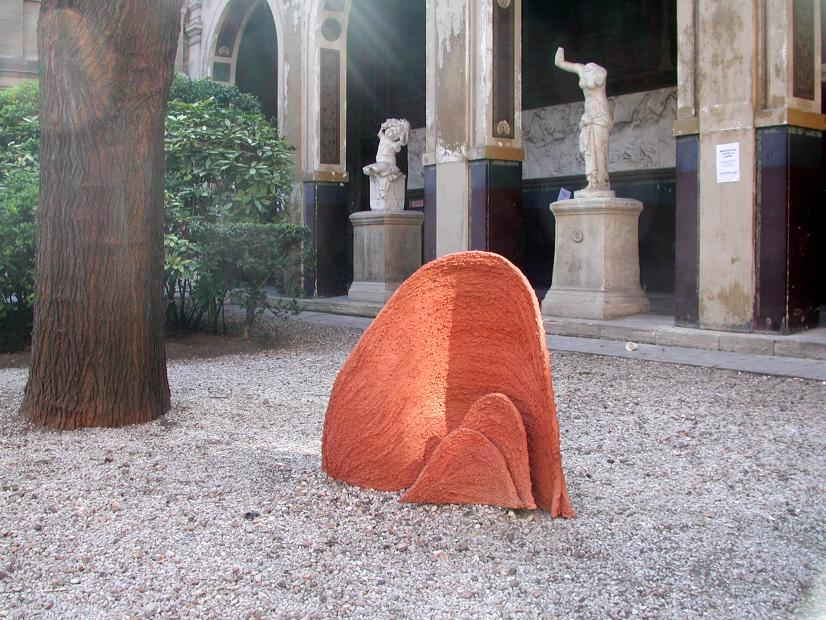
Huaca 1 (terre cuite)
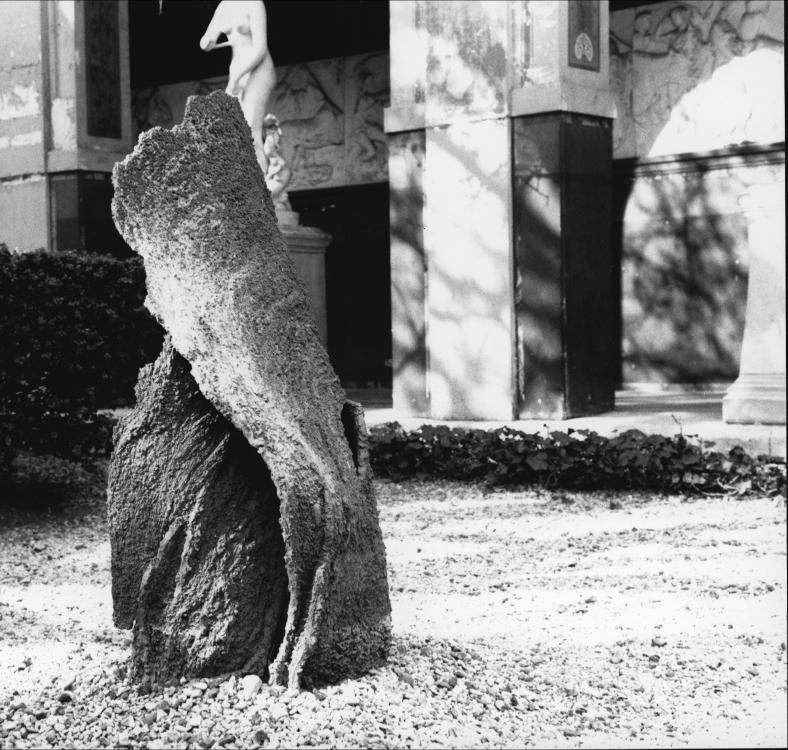
Huaca 2 (terre cuite)

Philippe Descola définit ainsi le terme « huaca » : « En quechua le terme designait des objets, des sites  [...] nimbés d'une présence sacrée et auquel un culte était rendu, notamment des montagnes, des grottes, des sources ».
Par ce travail elle restitue à Paris la présence sacrée des montagnes de sa terre natale.
En 2001, elle devient l'assistante de Giusseppe Penone : ce travail lui permet de découvrir l'Italie. Plusieurs séjours dans ce pays l'amèneront à réaliser une série d’œuvres marquées par une prédominances de tons ocres ; dans Lignes et paysages Yves Bonnefoy percevra une « découverte de la lumière ».

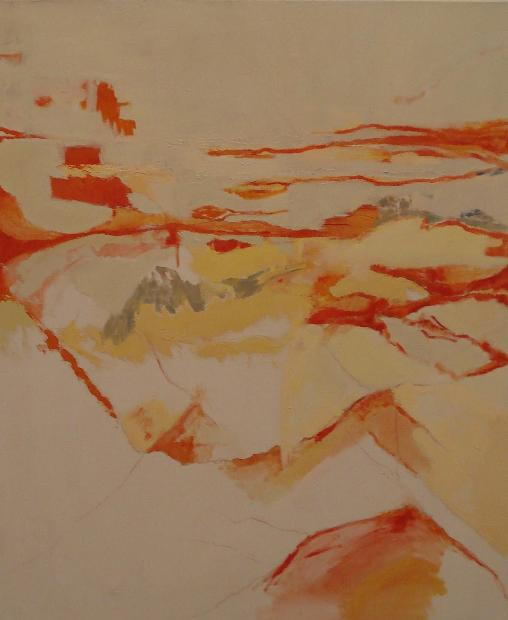
Lignes paysages, 2005 huile sur toile, 70x60 cm.

En 2001, elle coordonne la réalisation de l’œuvre Spoglia d'oro su spine d'acacia de Giuseppe Penone.
En 2003, l'artiste Jean-Marc Bustamante fait le portrait de Carla Robalino Aguirre pour Le pavillon des Amazones, le pavillon français de la Biennale de Venise 2003,,.
En 2009, le Centro Cultural Metropolitano de Quito lui consacre une exposition intitulée Huellas de Luz,,. Au sujet des oeuvres exposées Jean-Marc Bustamante écrit : « Au-delà des sources, une réelle qualité d'émotion nous étreint [...]. La peinture de Carla a l'ambition de traduire à travers son regard et son savoir-faire toute l'incertitude du monde d'aujourd'hui ».

### Installation en Italie
En 2009, elle s'installe en Italie, d'abord à Rome puis à Naples. Des œuvres qu'elle crée durant cette période, Marcelin Pleynet écrit qu'elles sont « toutes occupées par une magnifique luminosité ».

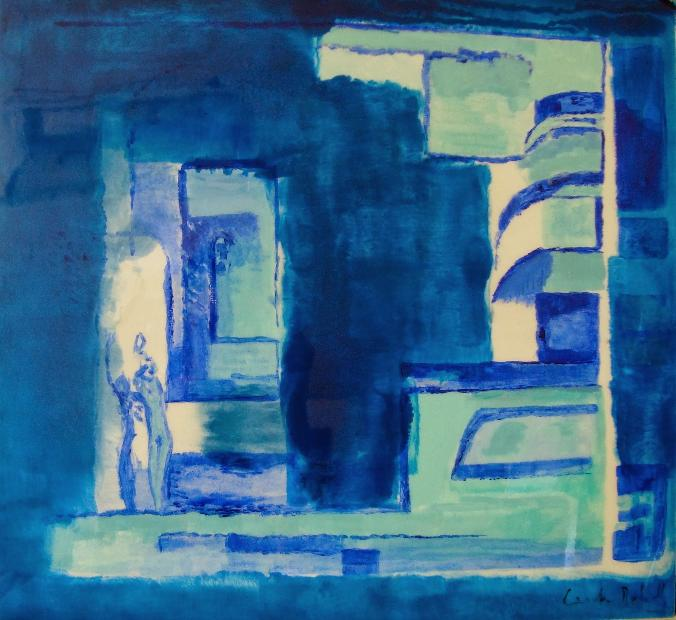
Sans titre, 2013, acrylique, pigments et résine sur bois, 70x70 cm

Il écrira par ailleurs : « Je ne saurais trop dire l'intérêt que j'ai trouvé en considérant, lors de ma première visite dans son atelier, les œuvres que Carla Aguirre Robalino me montrait... Et j'en garde, plusieurs mois après, un souvenir émerveillé qui m'engage aujourd'hui à écrire ce texte qui lui est sincèrement et avec admiration dédié ».
En 2010, elle est à l'initiative de l'exposition Le mont analogue, qui rassemble à Quito les artistes français Jean-Michel Alberola, Jean-Marc Bustamante, Fabrice Hybert, Jean-Luc Moulène et Xavier Veilhan.

### Voyages en Orient
En 2013, puis 2016 et 2017, elle voyage en Orient : Turquie, puis Iran, Afghanistan et Ouzbékistan.
Ce sera le début d'une série d’œuvres en céramique qui représente une synthèse entre le travail de la matière et celui de la couleur.

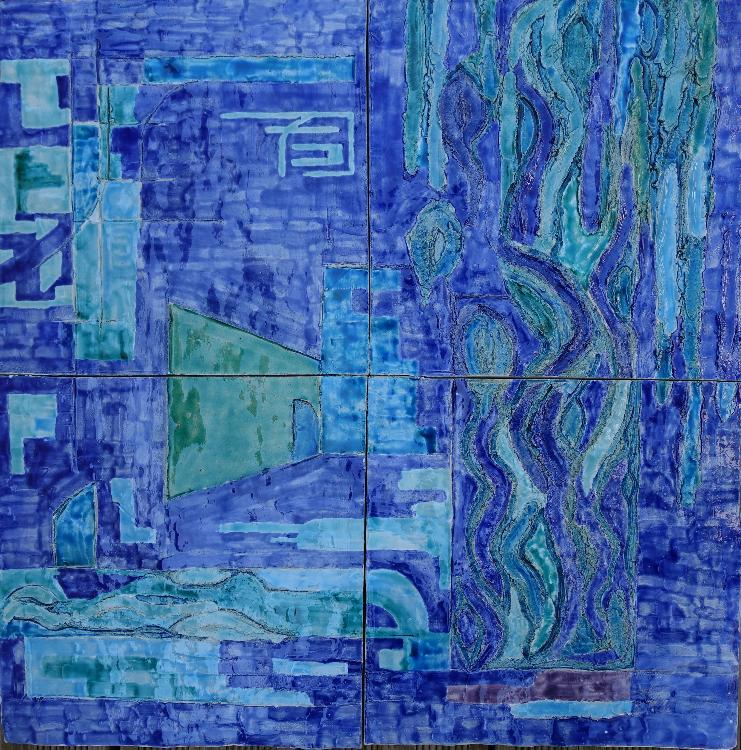
Yazd, 2019, terracotta émaillée, 80x80 cm

Une partie de ces œuvres est présentée à l'exposition Bosco Sacro à la Villa Lysis (Capri) en 2018.
Elle s'installe en 2023 à Aix-en-Provence.

## Expositions
- Exposition des œuvres sélectionnées du prix de dessins, Académie des Beaux-Arts. Paris (1997).
- Sculptures-en-l'Ile, Andresy, île de Nancy (2005).
- Lauréat du concours enveloppes prêt à poster (2006).
- Fondation culturelle italo-suédoise, Venise Biennale Off (2003).
- Sculptures, Huaca, Domaine national de Saint-Cloud (2004).
- Chapelle de Vaudic, personnelle, Terracqua, Bretagne (2007).
- Climat tropical, Maison Glacière, Paris (2007).
- Institut italo-latino-américain, Ecuador Vision 2, Rome (2008).
- La Controra, Thusday in Love, Naples (2009).
- Pica Gallery, personnelle, Pictures on the road, Naples (2010).
- Galeria Iliana Viteri, Quito (2010).
- Kaplan Project, Magic squares, Naples (2011).
- Centro Cultural Metropolitano (es), personnelle, Huellas de luz (2009).
- IX Edition du projet international Land Art Campi Flegrei, Cratere degli Astroni (2013).
- Fondation Cerio, personnelle, Itaca, Ecuadores o de la syndrome d'Ullyse, Capri (2013).
- Castello dell'Abbate, personnelle, Lumière du Sud, San Marco Castellabate (2014).
- Institut français de Naples, personnelle, Lumière Bleue, Naples (2014).
- Villa Lysis, personnelle, Bosco Sacro, Capri (2018)